# Triphyllus bicolor
Triphyllus bicolor är en skalbaggsart som först beskrevs av Fabricius 1777.  Triphyllus bicolor ingår i släktet Triphyllus, och familjen vedsvampbaggar. Arten är reproducerande i Sverige.